# Операция „Минсмийт“
Операция Минсмийт (на английски: Operation Mincemeat) е кодово название на успешно изпълнен британски план за дезинформация на германците по време на Втората световна война. Той е част от мащабната операция Барклей, чиято цел е да прикрие планираното настъпление в Сицилия. Минсмийт успява да убеди германското главно командване, че Съюзниците планират нападение в Гърция и Сардиния, а не в Сицилия. Операцията представлява инсценировка с майор от Кралската морска пехота, загинал в самолетна катастрофа над Средиземно море. Всъщност тялото на офицера е било доставено тайно с британска подводница и е изхвърлено на испанския бряг от морските течения. Германски оперативни работници заснемат документите от чантата на „майора“ преди трупът му да бъде върнат на британските власти.

## Обстановка, предхождаща операцията
В края на 1942 г. с плановете за операция „Факел“ и очакваната победа в Северноафриканската кампания Съюзниците започват да плануват следващите си действия. Решението им включва продължение на бойните действия в Средиземно море. Те виждат два пътя за настъпление от Северна Африка към Европа: през Италия или през Балканите, притискайки германските войски между силите на западните съюзници и на Съветския съюз. Контролът над Сицилия би отворил Средиземно море за съюзническите кораби и би позволил нападение срещу континентална Европа.
Съсредоточаването на големи ресурси за планираната операция „Хъски“ би било забелязано от германското разузнаване, затова западните съюзници решават да заблудят противника за посоката на нахлуването. Това вече е използвано от британските войски по време на боевете в Северна Африка. Изградена е система за дезинформация чрез двойни агенти и дипломатически слухове.
Лейтенант Чарлз Чолмондели от Кралските военновъздушни сили, служещ в отдел B1(a) на МИ5, предлага спускането над Франция на труп с прикрепен към него полуотворен парашут и радиостанция, която, след като попадне в германски ръце, да бъде използвана за подаване на дезинформация. Идеята е отхвърлена, но по-късно е приета от Twenty Committee, малък разузнавателен екип, отговорен за двойните агенти.
Чолмондели и лейтенант командир Ивън Монтагу развиват идеята като заменят радиостанцията с подправени документи. Първоначалната идея документите да бъдат спуснати с тяло, прикачено към дефектен парашут, е отхвърлена, тъй като германците знаят за съюзническата политика да не се прехвърлят важни документи над вражеска територия. По тази причина Чолмондели и Монтагу решават да използват тяло на офицер, станал жертва на самолетна катастрофа над морето. Това би обяснило факта, че смъртта е настъпила преди няколко дни, както и наличието на важни документи. Тялото е трябвало да изплува на средиземноморсия бряг на Испания, чието привидно неутрално правителство е известно със сътрудничеството си с Абвера. Британците са сигурни, че испанските власти ще претърсят тялото и ще позволят на германски агенти да изследват намереното. Монтагу дава на операцията кодово име Минсмийт, върнато в списъка с имена след друга успешна мисия.

### Майор Уилям Мартин, Кралска морска пехота
С помощта на изтъкнатия патолог сър Бернард Спилсбъри Монтагу и неговия екип определят от какво тяло имат нужда – мъж, починал в морето от хипотермия и удавяне, и изплувал на брега след няколко дни. Откриването на труп, отговарящ на тези условия, изглежда почти невъзможно, тъй като би предизвикало слухове и не е възможно да се разкрие на роднините на починалия за какво ще бъде използвано тялото. Следователят Бентли Пърчес (Bentley Purchase) успява да се сдобие с тяло на 34-годишен мъж при условие, че самоличността му няма да бъде разкрита. Човекът е починал от химически причинена пневмония в резултат на поглъщане на отрова за мишки. По тази причина в белите му дробове има течност, което е нормално при смърт в морето. Само много опитен патолог, какъвто според Спилсбъри в Испания няма, може да се усъмни в това.
Следващата стъпка е създаване на фалшива самоличност. Мъжът се превръща в капитан (действащ майор) Уилям Мартин от Кралската морска пехота, роден през 1907 г. в Кардиф, Уелс и назначен към главния щаб на британския отдел Обединени операции. Като член на морската пехота всички официални запитвания и съобщения за смъртта му ще бъдат пренасочвани към военноморския разузнавателен отдел. Званието му е достатъчно високо, за да му бъдат поверени секретни документи, но не достатъчно високо, за да бъде известен на противника. Първото име е избрано за допълнителна заблуда, тъй като в Кралската морска пехота има няколко офицери със същото звание.
За допълнение на легендата е създадена и годеница на име Пам. Майор Мартин носи нейна снимка, две любовни писма и фактура за годежен пръстен. Носи и писмо от баща си, от семеен адвокат и от банка Лойдс, изискващо изплащане на превишен кредит от £79,96. Носи и части от билети за Лондонския театър, билети за автобус, сметка за 4-дневен престой в Naval and Military Club и фактура от Gieves & Hawkes за нова риза. Последното е грешка, пропусната от германците, тъй като е за сума в брой, а офицерите не плащат в брой при Gieves. Всички документи са изготвени на автентични бланки. Датите от билетите и престоя показват, че майор Мартин напуска Лондон на 24 април. Ако тялото му е изхвърлено на брега на 30 април, това би означавало, че е летял от Англия и прекарва няколко дни в морето след катастрофата на самолета.
За да направят образа по-правдоподобен, Монтагу и екипът му решават да представят офицера като леко небрежен. Личната му карта е маркирана като временна, тъй като е загубил своята, а пропускът му в Обединени операции е изтекъл няколко седмици преди заминаването и не е подновен. Тези последни елементи носят определен риск, тъй като Абверът може да се усъмни, че секретни документи са поверени на небрежен мъж.

### Документите
Друга съществена част от работата на Монтагу и неговия екип е изработването на фалшивите документи. Те трябва да бъдат от най-високо качество, за да не възникнат съмнения. Основният документ съдържа лично писмо от Archie Nye (генерал-лейтенант сър Archibald Nye, заместник началник в Имперския генерален щаб) до „Скъпи Алекс“ (генерал сър Харолд Александър, командир на 18-а група армии, разположена в Алжир и Тунис). Писмото разглежда важни въпроса, като нежеланото награждаване на британски военнослужещи от американската армия с Пурпурно сърце и назначаването на нов командир на Гвардейската бригада. Това обяснява ръчното пренасяне на писмото. По въпроса за съюзническите планове за Средиземноморието писмото разглежда операция Хъски като план за нападение в Гърция от войски, разположени в Египет и Либия под командването на генерал Хенри Уилсън. Посочени са два района по бреговете, където ще се извърши десантът, както и някои от назначените военни части. Писмото споменава за втора планирана атака с кодово название Бримстоун, чиято цел е Сицилия. От това се подразбира, че войските под командването на Харолд Александър в Тунис ще извършат нападение над Сардиния, която е единствената друга възможна цел. В писмото Арчи добавя „имаме голям шанс да накараме германците да мислят, че целта ни е Сицилия.“. Писмото е написано лично от Харолд Александър.
Екипът на Монтагу решава да постави документите в куфарче, за да се избегне възможността да бъдат пропуснати при огледа на трупа от германска или испанска страна. За да оправдае пренасянето на документите по този начин, майор Мартин носи две копия на официалната брошура на Обединени операции и писмо от Маунтбатен до генерал Айзенхауер, в което го моли да напише кратък предговор за брошурата, предназначена за американските войски.
Необходимо е да се подсигури, че тялото и куфарчето ще бъдат открити заедно. Екипът първоначално обмисля дръжката да бъде поставена в ръката и задържана там от вкочанясването след смъртта. Но тъй като захватът може да се отпусне и куфарчето да отплува, те снабдяват майор Мартин с покрита с кожа верижка като тези на банковите и бижутерийните куриери. Верижката се спуска свободно от ръкава до куфарчето. Британските офицери куриери не използват такива, но това може да не е известно на германците. Възможно е също един истински куриер да ползва такава верижка при изпълнението на особено важни задачи. Понеже е малко вероятно майорът да държи куфарчето прикачено към китката си по време на дългия полет от Англия, верижката е закрепена за колана на тренчкота му.

## Допълнително четиво
- Latimer, Jon. Deception in War.   London, John Murray, 2001. ISBN 978-0719556050.
- Montagu, Ewen. Beyond Top Secret ULTRA.   Coward McGann and Geoghegan, 1977. ISBN 0-698-10882-3.
- Montagu, Ewen. The Man Who Never Was.   Philadelphia, Lippincott, 1954.
- Steele, John and Noreen. The Secrets of HMS Dasher.   Argyll Publishers, 2002. ISBN 1-902831-51-9.